# At-Tira (Bajsan)
At-Tira (arab. ‏الطِيرَة‎) – nieistniejąca już arabska wieś, która była położona w Dystrykcie Bejsan w Mandacie Palestyny. Została wyludniona i zniszczona podczas wojny domowej w Mandacie Palestyny, po ataku żydowskich sił Hagany w dniu 15 kwietnia 1948.

## Położenie
At-Tira leżała na wschodnich zboczach masywu góry More w Dolnej Galilei. Według danych z 1945 do wsi należały ziemie o powierzchni 1020,7 ha. We wsi mieszkało wówczas 200 osób, w tym 50 Żydów.
| Własność gruntów | Powierzchnia gruntów [ha] |
| ---------------- | ------------------------- |
| Arabowie         | 446,3                     |
| Żydzi            | 260,4                     |
| publiczne        | 314                       |
| Razem            | 1020,7                    |

| Rodzaj użytkowanych gruntów | Arabowie (ha) | Żydzi (ha) |
| --------------------------- | ------------- | ---------- |
| uprawy nawadniane           | 56            | -          |
| uprawy zbóż                 | 462,4         | 260,3      |
| nieużytki                   | 289,4         | -          |
| zabudowane                  | 29            | 1          |

## Historia
Nie jest znana data powstania arabskiej wioski at-Tira, jednak w jej sąsiedztwie znajdowało się wzgórze ze starożytnymi ruinami, cysterny oraz zamieszkałe jaskinie. We wsi znajdowało się sanktuarium szejka Dhijaba. W wyniku I wojny światowej wieś wraz z całą Palestyną przeszła w 1918 roku pod panowanie Brytyjczyków. W 1922 roku utworzyli oni formalnie na tym obszarze Mandat Palestyny. W okresie tym At-Tira była małą wsią.
W poszukiwaniu skutecznego rozwiązania narastającego konfliktu izraelsko-arabskiego w dniu 29 listopada 1947 roku została przyjęta Rezolucja Zgromadzenia Ogólnego ONZ nr 181. Zakładała ona między innymi, że wieś At-Tira miała znaleźć się w granicach nowo utworzonego państwa żydowskiego. Arabowie odrzucili tę rezolucję i dzień później wybuchła wojna domowa w Mandacie Palestyny. W trakcie jej trwania, w dniu 15 kwietnia 1948 roku izraelscy żołnierze zajęli, a następnie wysiedlili wieś At-Tira. Domy wioski zostały wyburzone.

## Miejsce obecnie
Obszar wsi At-Tira pozostaje opuszczony, jednak jej pola zajęły moszaw Kefar Kisch i utworzony w 1948 roku kibuc Gazit. Palestyński historyk Walid Chalidi, tak opisał pozostałości At-Tiry:

Ruiny kamiennych domów pokryte trawą i cierniami, to wszystko, co pozostaje z At-Tira.